# Grande Frayère
Pour les articles homonymes, voir Frayère (homonymie).
La Grande Frayère est un petit fleuve côtier français du département des Alpes-Maritimes, en région Provence-Alpes-Côte d'Azur, qui se jette en mer Méditerranée, sur la commune de Cannes.

## Géographie
De 6,9 kilomètres de longueur, la Grande Frayère prend sa source sur la commune de Mougins, à 150 mètres d'altitude, au lieu-dit le Val de Mougins. Il s'appelle aussi dans cette partie haute vallon de la Gipière.
Il coule globalement du nord vers le sud. Il longe sur près de trois kilomètres l'autoroute A8 aussi dite la Provençale, et s'appelle aussi dans cette partie vallon de Carimaï,.
Il a son embouchure avec le golfe de la Napoule dans la mer Méditerranée à l'ouest de la commune de Cannes, à 0 mètre d'altitude, entre le port abri du Béal et la plage de la Bocca, juste à 500 mètres à l'est de l'aéroport de Cannes - Mandelieu.

### Communes et cantons traversés
Dans le seul département des Alpes-Maritimes, la Grande Frayère traverse les trois communes, dans deux cantons, dans le sens amont vers aval, de Mougins (source), Le Cannet, Cannes (confluence).
Soit en termes de cantons, la Grande Frayère prend source dans le canton de Mougins, et a son embouchure dans le canton de Mandelieu-Cannes-Ouest, le tout dans l'arrondissement de Grasse, et dans l'intercommunalité de communauté d'agglomération Cannes Pays de Lérins.

### Bassin versant
La superficie du bassin versant « La Siagne du Biançon à la mer Méditerranée et la Grande Frayère » (Y553) est de 566 km2,,. Le bassin versant de la Grande Frayère a une superficie de 22,17 km2.
Les cours d'eau voisins sont la Mourachonne au nord-ouest et au nord, la Brague au nord-est, le vallon de la Roquebillière à l'est, le golfe de la Napoule et la mer Méditerranée au sud-est et au sud, la Siagne au sud-ouest et à l'ouest,.

### Organisme gestionnaire
Le SIFR ou Syndicat Intercommunal de la Frayère et de la Roquebilière n'est plus l'organisme gestionnaire. « La Frayère un bassin versant côtier concerné dans sa partie aval par un contrat de Baie -désormais achevé- porté par la communauté d'agglomération des Pays de Lérins ». L'organisme gestionnaire est donc la CAPL ou communauté d'agglomération Cannes Pays de Lérins.

## Affluents
La Grande Frayère a un seul affluent référencé :
- la Petite Frayère, ou le vallon du Coudouron (rd[note 3]), 8,2 km, sur les quatre communes de La Roquette-sur-Siagne, Mougins, Le Cannet et Cannes.

Géoportail signale néanmoins :
- la vallon de Bigaud (rg), 4,2 km sur la seule commune de Mougins.

### Rang de Strahler
Le rang de Strahler de la Grande frayère est donc de deux.

## Hydrologie
Son régime hydrologique est dit pluvial méridional.

## Aménagements et écologie
Un bassin écrêteur de crues a été prescrit en 2013 avec un remplissage pour un débit de 28 m3/s, et pouvant supporter une crue exceptionnelle de 105 m3/s.